# Énnae Cennsalach
Énnae Cennsalach (siglo V) fue un Rey de Leinster fundador de la dinastía Uí Cheinnselaig de los Laigin. Era nieto de Bressal Bélach (muerto 436), un rey anterior.
La cronología de los reyes de Leinster en el siglo V es contradictoria. Se le cuenta como Rey de Laigin en el Libro de Leinster pero no es mencionado en los anales.
Keating registra guerras entre el Rey Supremo Eochaid Mugmedón y Énnae Cennselach. Eochaid fue derrotado en la Batalla de Cruachan Claonta por los hombres de Leinster.
Según las sagas Aided Néill y Orcuin Néill Noígíallaig, el hijo de Énnae, Eochu fue el asesino del rey Niall Noígíallach. Orcuin Néill Noígíallaig relata que Eochu asesinó al poeta principal de Niall. Esto llevó a Niall a azotar Leinster y exiliar a Eochu. Eochu se refugió con el rey Erc de Dalriada y más tarde asesinó a Niall a su regreso de una salida. Aided Néill cuenta que el hijo de Niall, Fergus vengó a su padre y mató a Eochu.
El hijo de Énnae, Crimthann mac Énnai (d. 486) también sería rey de Leinster. Otro hijo, Fedelmid fue antepasado de la casa de Uí Felmeda.